# 7149 Bernie
7149 Bernie este un asteroid din centura principală de asteroizi.

## Descriere
7149 Bernie este un asteroid din centura principală de asteroizi. A fost descoperit pe 16 octombrie 1977 la Observatorul Palomar de Cornelis Johannes van Houten, Ingrid van Houten-Groeneveld și Tom Gehrels. Asteroidul prezintă o orbită caracterizată de o semiaxă mare de 3,13 ua, o excentricitate de 0,14 și o înclinație de 1,0° în raport cu ecliptica.